# Veliki komet iz leta 390
Véliki komet iz leta 390 (oznaka C/390 Q1) je komet, ki so ga opazili 5. septembra leta 390 v bližini Sonca. 
Datum odkritja ni popolnoma siguren, ker nekateri poročajo, da so ga odkrili 22. avgusta 390.
Kitajski poročevalci niso v poročilih usklajeni. Komet bi naj imel že 8. septembra rep dolg okoli 100°, pri tem pa bi imel magnitudo okoli -1. Nazadnje so ga videli 17. septembra. Komet se je Zemlji verjetno približal na razdaljo 0,1 a.e. To je tudi ena izmed najmanjših znanih odddaljenosti preleta kometa.
Komet so opazovali tudi v Evropi. O tem poroča Filostorgij v delu Ecclesiasticae Historiae iz leta 425. 
Komet je imel parabolično tirnico z naklonom 36°. Prisončje je bilo na oddaljenosti 0,92 a.e. od Sonca .